# 小行星1444
小行星1444（1444 Pannonia）是一颗围绕太阳公转的小行星。1938年1月6日，庫林·捷爾吉在布达佩斯发现了此天体。
該小行星以中歐歷史地區潘諾尼亞命名。
这颗小行星的绝对星等为311.3754132552218等。